# Wasserlosen
Wasserlosen ist eine Gemeinde im unterfränkischen Landkreis Schweinfurt.

## Geografie
Die Gemeinde liegt in der Region Main-Rhön.

### Gemeindegliederung
Es gibt acht Gemeindeteile (zugleich auch Gemarkungen):
- Brebersdorf (Pfarrdorf)
- Burghausen (Pfarrdorf)
- Greßthal (Pfarrdorf)
- Kaisten (Kirchdorf)
- Rütschenhausen (Kirchdorf)
- Schwemmelsbach (Kirchdorf)
- Wasserlosen (Kirchdorf)
- Wülfershausen (Kirchdorf)

### Nachbargemeinden
Nachbargemeinden sind (von Norden beginnend im Uhrzeigersinn): Sulzthal, Euerbach, Geldersheim, Werneck, Arnstein, Hammelburg, Fuchsstadt und Elfershausen.

## Geschichte

### Bis zur Gemeindegründung
Nach der Säkularisation 1803 zugunsten Bayerns wurde das ehemalige Amt des Hochstiftes Würzburg 1805 (Friede von Preßburg) an Erzherzog Ferdinand von Toskana zur Bildung des Großherzogtums Würzburg abgetreten und fiel 1814 mit ihm an Bayern. Im Jahr 1818 entstand die politische Gemeinde.

### Eingemeindungen
Am 1. Mai 1978 wurden im Zuge der Gebietsreform in Bayern die Gemeinden Brebersdorf, Burghausen, Greßthal, Kaisten, Rütschenhausen, Schwemmelsbach und Wülfershausen in die Gemeinde Wasserlosen eingegliedert. Der Verwaltungssitz befindet sich in Greßthal.

### Einwohnerentwicklung
Im Zeitraum 1988 bis 2018 stieg die Einwohnerzahl von 3186 auf 3356 um 170 Einwohner bzw. um 5,3 %. 2003 hatte die Gemeinde 3522 Einwohner.
Quelle: BayLfStat

## Politik

### Gemeinderat
Die Gemeinderatswahl 2020 erbrachte folgende Sitzverteilung:
- Christliche Wählergemeinschaft Wülfershausen (CWG): 14,3 % (2 Sitze)
- Christlich-Soziale Wähler Schwemmelsbach/Rütschenhausen (CSW): 19,3 % (3 Sitze)
- Freie Wählergemeinschaft Greßthal (FWG): 17,5 % (3 Sitze)
- CSU Ortsgemeinschaft Wasserlosen (CSU-OWG): 10,4 % (2 Sitze)
- Freie Wählergemeinschaft Wasserlosen (FWGW): 11,8 % (2 Sitze)
- Freie Wählergemeinschaft Brebersdorf (FWB): 13,2 % (2 Sitze)
- Freie Wählergemeinschaft Kaisten (FWK): 5,3 % (ein Sitz)
- Wählergemeinschaft Burghausen (WGB): 8,1 % (ein Sitz)

### Bürgermeister
Erster Bürgermeister ist Anton Gößmann (OGW Ortsgemeinschaft Wasserlosen). Dieser wurde 2014 Nachfolger von Günter Jakob (CSU, gewählt 2002), dessen Vorgänger war Walfried Kaufmann (Freie Wählergemeinschaft). Gößmann wurde am 15. März 2020 bei einer Wahlbeteiligung von 78,9 % mit 90,7 % der Stimmen für weitere sechs Jahre gewählt.

### Finanzen
Der Haushalt 2016 hat ein Volumen von 7,2 Millionen Euro. 4,86 Millionen entfallen auf den Verwaltungshaushalt und 2,34 Millionen Euro auf den Vermögenshaushalt. Haupteinnahmen im Verwaltungsetat sind die Grundsteuer A (60.500 Euro), Grundsteuer B (190.000 Euro), Gewerbesteuer (250.000 Euro), Einkommensteuerzuweisungen (1,54 Millionen Euro) und Schlüsselzuweisungen (1,18 Millionen Euro) sowie die Einnahmen aus Verwaltung und Betrieb (1,28 Millionen Euro). Die Pro-Kopf-Verschuldung der Gemeinde betrug im Jahr 2015 etwa 200 Euro und sollte bis Ende 2016 auf 188 Euro reduziert werden.

### Wappen
|  | Blasonierung: „In Blau mit achtmal von Silber und Rot gestücktem Schildbord ein aufrechter silberner Wolf, der seine Vorderpranken auf eine gestürzte goldene Keule stützt. Im rechten Obereck ein achtstrahliger goldener Stern, im linken ein goldenes Johanniterkreuz.“ |
|  | |

### Interkommunale Allianz
Die Gemeinde Wasserlosen ist Mitglied in der Interkommunalen Allianz Oberes Werntal und staatlich anerkannte Ökomodellregion.

## Wirtschaft und Infrastruktur

### Wirtschaft einschließlich Land- und Forstwirtschaft
Nach der amtlichen Statistik gab es 2014 im Bereich der Land- und Forstwirtschaft vier, im produzierenden Gewerbe 37 und im Bereich Handel und Verkehr 56 sozialversicherungspflichtig Beschäftigte am Arbeitsort. In sonstigen Wirtschaftsbereichen waren am Arbeitsort 51 Personen sozialversicherungspflichtig beschäftigt. Sozialversicherungspflichtig Beschäftigte am Wohnort gab es insgesamt 1460. Im verarbeitenden Gewerbe gab es sieben Betriebe, im Baugewerbe 16 Betriebe. Zudem bestanden im Jahr 2013 72 landwirtschaftliche Betriebe mit einer landwirtschaftlich genutzten Fläche von 2791 Hektar, davon waren 2670 Hektar Ackerfläche und 121 Hektar Dauergrünfläche.
Im Gewerbeverein Ge-los haben sich selbständige Unternehmen aus Handwerk, Handel, Gewerbe und den freien Berufen zusammengeschlossen, um durch gemeinsame Aktivitäten und Präsentationen die wirtschaftliche Entwicklung der einzelnen Mitgliedsunternehmen zu fördern.

### Verkehr
Durch das Gemeindegebiet verläuft die A 7 (Europastraße 45) mit der Anschlussstelle (98) Wasserlosen (bis 2006 „Schweinfurt/Niederwerrn“). Von der A 70 und der A 71 wird es tangiert. Die B 303 und die Staatsstraßen 2293 und 2433 verlaufen ebenfalls durch das Gemeindegebiet.

### Einrichtungen
- Jugendzeltplatz in Wülfershausen
- Dr.-Maria-Probst-Halle in Wasserlosen
- Pfarreimuseum Greßthal

### Bildung
Im Jahr 2015 gab es vier Kindergärten mit 159 genehmigten Kindergartenplätzen und 98 betreuten Kindern, davon 31 unter drei Jahren. 2014 unterrichteten an der Grundschule im Ortsteil Wasserlosen vier Lehrer 75 Schüler. Die Schule bietet eine verlängerte Mittagsbetreuung unter der Trägerschaft des Idealvereins für Sportkommunikation und Bildung an.